# China poblana

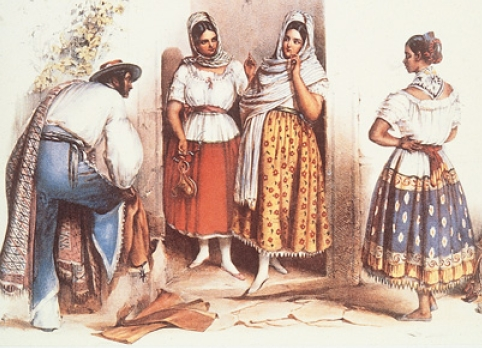
Poblanas (mulher de Puebla)

China Poblana é um termo que se refere a dois elementos culturais do México que têm sido relacionados por nome desde o final do século XIX, apesar de suas origens históricas serem muito mais antigas. Importante destacar que este termo não tem relação literal com uma origem chinesa. A palavra "China" provavelmente deriva de um termo coloquial da época colonial usado para designar mulheres de origem mestiça ou pertencentes a classes populares, com características associadas à feminilidade.
No sentido mais amplamente utilizado hoje, China Poblana é o nome dado ao traje tradicional associado às mulheres mexicanas. Este traje é composto por uma saia longa e colorida (frequentemente bordada com lantejoulas e motivos florais), uma blusa branca bordada e um rebozo (xale), sendo considerado uma expressão da herança cultural mexicana. Contudo, historicamente, esse traje era característico de algumas regiões urbanas, especialmente no centro e sudeste do país, como Puebla. O impacto cultural dessa região deve-se ao fato de ter sido um importante centro comercial e cultural durante o período colonial. O traje, no entanto, deixou de ser amplamente usado na segunda metade do século XIX, permanecendo como um símbolo representativo em festividades e danças folclóricas.
Em um contexto mais restrito, o termo China Poblana está associado à figura de Catarina de San Juan, cujo nome de nascimento era Mirra. Segundo relatos, ela teria nascido na Índia, em uma família nobre, por volta do início do século XVII. Apesar de viver em um ambiente privilegiado, sua vida tomou um rumo trágico ainda na infância, por volta dos nove anos, quando foi raptada por piratas portugueses. Há narrativas que afirmam que um capitão português desejava casar-se com ela devido à sua beleza e nobreza.
Após sua captura, Mirra foi vendida como escrava e acabou sendo levada para o México por meio do comércio transcontinental que conectava a Ásia, as Filipinas e a América espanhola. Durante sua jornada, foi convertida ao cristianismo, recebendo o nome de Catarina de San Juan. Em Puebla, onde se estabeleceu, trabalhou como escrava, casou-se, e posteriormente dedicou-se à vida religiosa, adquirindo grande fama por sua espiritualidade e devoção.
Embora Catarina seja popularmente associada ao traje da China Poblana, muitos historiadores argumentam que o traje, como o conhecemos hoje, é uma construção posterior. Essa narrativa foi consolidada no período do Porfiriato, possivelmente como parte de um esforço para criar uma identidade cultural nacional que unisse elementos asiáticos, indígenas e europeus, simbolizando a diversidade cultural do México colonial.
Catarina de San Juan faleceu em Puebla e foi enterrada na sacristia do Templo da Companhia de Jesus. Esse local ficou conhecido como a "Tumba da China Poblana." Vale lembrar que, na cultura hispânica colonial, o termo "chinês" era amplamente usado para designar qualquer pessoa de ascendência asiática, independentemente de sua origem específica.
O traje da China Poblana permanece como um ícone do folclore mexicano, celebrando a fusão das culturas indígenas, asiáticas e espanholas. Enquanto Catarina de San Juan é reverenciada como uma figura mítica, o traje continua sendo um símbolo da riqueza multicultural do México, representado em festividades, danças tradicionais e eventos culturais por todo o país.